# Breaking Free
«Breaking Free» — это песня из фильма Классный мюзикл. Она также появилась на одноимённом саундтреке. Она была спета Дрю Сили (не включен в титры), Заком Эфроном и Ванессой Хадженс. Она также была выпущена синглом 28 сентября 2006 года.
Песня была спета во время кульминации фильма, когда главные герои Трой и Габриэлла участвуют в прослушивании перед целой толпой учеников.
Песня впоследствии появилась на сборнике Ванессы Хадженс A Musical Tribute, и появилась на сборнике Disney, «Disney Channel Playlist», который был выпущен 9 июня 2009.

## Список композиций
Международный сингл
1. «Breaking Free»
2. «Start of Something New»
3. «Bop to the Top»

Итальянский сингл
1. «Breaking Free»
2. «Start of Something New»
3. «Se Provi a Volare» (Исполнила Luca Dirisio)

Мексиканский сингл
1. «Eres Tú» (Исполнила Belanova)

Португальский сингл
1. «Breaking Free»
2. «O Que Eu Procurava» (Исполнил Ludov)
3. «Só Tem Que Tentar»

Французский сингл
1. «Breaking Free»

Немецкий сингл
1. «Breaking Free»
2. «Breaking Free» (Инструментальный)
3. «Breaking Free»

Азиатский сингл
1. «Breaking Free» (Исполнили Vince Chong, Nikki Gil и Alicia Pan)

Китайский сингл
1. «Breaking Free (Мандаринская версия)»

## Чарты
| Чарт (2006)               | Наивысшая позиция |
| ------------------------- | ----------------- |
| New Zealand Singles Chart | 4                 |
| U.S Billboard Hot 100     | 4                 |
| U.S. Billboard Pop 100    | 6                 |
| UK Singles Chart          | 9                 |

## Клип
Клип на песню был эпизодом из фильма-мюзикла «Классный мюзикл». Он не был выпущен на видеочартах в США, потому что это была кульминационная песня фильма, и Disney не хотел, чтобы его выпустили. Немецкие музыкальные каналы взяли его для ротации. Однако, ремикс на видео будет выпущен на High School Musical Remix Edition DVD.

## Кавер-версии
Британский поп-дуэт Same Difference, который выиграл 3-е место на британском The X Factor должны были выпустить кавер-версию «Breaking Free» 21 апреля 2008. Однако позже это было отменено, так как пара начала работать с Stock Aitken Waterman и записала версию XXI века японского хита Кайли Миноуг «Turn It Into Love». Дуэт сделал это, однако, включил студийную версию песни в их дебютный альбом Pop.
Американская рок-группа The Faded спела кавер-версию «Breaking Free» для сборника High School Musical Goes Punk на Skunk-Ape Records. Клип для сингла был доступен на YouTube. «Оригинальная песня красива и приятна — она абсолютно хороша, — говорит вокалист Джин Блэлок, — но я думаю, суть пенсии — быть собой и освободиться от чужих ожиданий и требований — расслабиться перед огромной толпой слушателей, который слушают только этот очаровательный дуэт. Переделка песни делает суть более доступной.» В версии The Faded в дуэте заменен вокал Блэлока, а члены Майкл Даймонд и Фредди Мэйшл добавили гармонию на фоне.
Она также была исполнена британским тинэйджером Skyla в июне 2009.